# متری‌فونات
متری‌فونات (انگلیسی: Metrifonate) (INN) یا تری‌کلروفون (USAN) یک مهارکننده ارگانوفسفات استیل کولین استراز غیرقابل برگشت است. این ماده یک پیش‌دارویی است که به صورت غیر آنزیمی در عامل فعال دیکلورووس فعال می‌شود.
این دارو به عنوان حشره‌کش استفاده می‌شود. به گفته آژانس حفاظت از محیط زیست ایالات متحده آمریکا، تریکلورفون در زمین‌های گلف، چمن‌های خانگی، مناطق غیرغذایی کارخانه‌های فرآوری غذا و گوشت، درختچه‌ها و گیاهان زینتی، و حوضچه‌های زینتی و طعمه ماهی استفاده شده‌است. برای کنترل جیرجیرک‌های خالدار، شپش گاو، کرم‌های خاکستری، حشرات بدبو، مگس‌ها، مورچه‌ها، سوسک‌ها، گوش گوش، جیرجیرک، سوسک غواصی، سوسک لاشخور آب، شناگر قایقران آبی، عقرب‌های غول پیکر آبی، و ساس‌ها پس از ثبت دوباره، شماری از کاربردهای آن به‌طور داوطلبانه محدود شد و در حال حاضر در مناطق غیرغذایی برای کنترل مگس‌ها، سوسک‌ها و مورچه‌ها در میان سایر حیوانات خانگی استفاده می‌شود. در فضای باز روی گیاهان زینتی، زمین‌های گلف و چمن‌زار برای درمان آفات لارو لپیدوپتران، همچنین برای درمان مگس‌ها در دام‌داری در مناطقی که حیوانات در دسترس نیستند استفاده می‌شود، همچنین برای کنترل مورچه‌های دروگر استفاده می‌شود.
می‌توان از آن برای درمان شیستوزومیازیس ناشی از شیستوزوما هماتوبیوم استفاده کرد، اما دیگر به صورت تجاری در دسترس نیست.
برای استفاده در درمان بیماری آلزایمر پیشنهاد شده‌است، اما استفاده برای آن در حال حاضر توصیه نمی‌شود.

## ممنوعیت‌ها و محدودیت‌ها
در ایالات متحده، تری‌کلرفون/ متری‌فونات را تنها می‌توان در مصرف‌های غیر خوراکی و غیر خوراکی استفاده کرد.
تری‌کلرفون/ متری‌فونات در سال ۲۰۰۸ در اتحادیه اروپا (مقررات (EC) 689/2008) و در برزیل در سال ۲۰۱۰ ممنوع شد.
تریکلرفون/ متری‌فونات در سال ۲۰۱۸ در آرژانتین ممنوع شد، با توجه به اینکه تری کلروون با متابولیسم در گیاهان و همچنین با تجزیه بیولوژیکی خاک به دیکلورووس تبدیل می‌شود. این ماده در سال ۲۰۱۱ در نیوزیلند ممنوع شد. تری‌کلرفون/ متری‌فونات از سال ۲۰۲۰ در هند ممنوع شد.